# Gigabit-Wissenschaftsnetz
Das Gigabit-Wissenschaftsnetz (G-WiN) war ein Hochleistungsnetz für Wissenschaft und Forschung in Deutschland. Vom DFN-Verein betrieben, löste es im Jahr 2000 das langsamere Breitband-Wissenschaftsnetz (B-WiN) ab.
Das G-WiN bestand aus 27 Kernnetzknoten. Diese waren mit 55 Verbindungen von je 2,5 oder 10 GBit/s verbunden. Über diese Kernnetzknoten waren 550 Standorte von Hochschulen oder wissenschaftlichen Einrichtungen angebunden. (Stand: 09/2005)
Das G-WiN wurde Anfang 2006 abgeschaltet und durch das neue Wissenschaftsnetz X-WiN ersetzt.